# Taraf
Taraf (türkisch für „Position“, „Haltung“) war eine überregionale türkische Tageszeitung, die erstmals am 15. November 2007 erschien und im Zuge der Maßnahmen nach dem Putschversuch 2016 verboten wurde. Sitz der Taraf war seit ihrer Gründung Istanbul.
Als Monatsbeilage wurde von Taraf die türkischsprachige Ausgabe von Le Monde diplomatique mit einer Auflage von 70.000 Exemplaren bereitgestellt.
Ihre politische Haltung bezeichnete Eurotopics als liberal. In der europäischen Presse genoss sie großes Ansehen, sie wurde oftmals als „wichtigstes Investigativ-Medium“ betitelt und war ab 2011 Partner von Wikileaks. Der Chefredakteur Ahmet Altan erhielt 2009 den Preis für die Freiheit und Zukunft der Medien.
Die Zeitung spielte eine besondere Rolle bei den Ergenekon- und Balyoz-Verfahren, in denen hohe Persönlichkeiten des säkularen Establishments (Militär und Zivilisten) der Mitgliedschaft einer Terrororganisation und einer Verschwörung gegen Erdogan und die Gülen-Bewegung bezichtigt wurden. Grundlage des 9-jährigen Mammutprozesses waren oftmals der Zeitung zugespielte „Geheimdokumente“, welche die Verschwörung der Angeklagten beweisen sollten. Die Taraf galt als „antimilitärisch“ und positionierte sich offen für die Verurteilung. Viele der veröffentlichten Geheimdokumente und Beweise wurden der Fälschung überführt, die Verfahren endeten mit Freispruch für die Angeklagten. Dani Rodrik beschuldigte die Zeitung der gezielten Desinformation. Von einigen wird ihr eine Nähe zu der Gülenbewegung vorgeworfen, was sie bestreitet.
2012 geriet die Zeitung aufgrund verstärkter Opposition gegen die Regierung Erdoğans und ohnehin geringer Auflagenstärke verstärkt in finanzielle Schwierigkeiten. Sie wurde am 27. Juli 2016 bei der Säuberungswelle nach dem Putschversuch in der Türkei 2016 durch eine Rechtsverordnung verboten und aufgelöst.

## Redakteure/Autoren
- Markar Esayan
- Halil Berktay
- Roni Margulies
- Etyen Mahçupyan
- Murat Belge
- Lale Sarıibrahimoğlu
- Amberin Zaman
- Oya Baydar
- Hidayet Tuksal
- Mehmet Baransu
- Orhan Pamuk (ab 2013)